# Nöjeskrogen
Nöjeskrogen låg i centrala Örebro, mellan Teaterplan och Järntorget, vid Drottninggatan och Järntorgsgatan. Inrättningen, som drevs av Peter Flack, var ett dansställe och restaurang med musik- och revyunderhållning. Underhållningen sköttes både av scenartister och så kallade enterwaiters; kypare och beställningspersonal som underhöll samtidigt som de serverade gästerna vid sina bord. Temat på showerna varierade, men inkluderade ofta Flackfiguren Hjalmar.
I anslutning till byggnaden, som tidigare var centralpost i Örebro, fanns kaféet Hildas bakfika och på sommaren finns även en uteservering mot Teaterplan.
Verksamheten upphörde hösten 2007 då Peter Flack ingått samarbete med Brunnsparken om att ta över Parkteatern. Lösningen kom efter ett bråk mellan Peter Flack och Örebro kommun där Peter Flack hotat med att flytta sina revyer till Degerfors. Från hösten 2008 spelas Flacks revyer på Parkteatern.